# NO$GBA
No$gba是一个免费的任天堂DS和Game Boy Advance在Windows和DOS上运行的模拟器。它能够通过加载游戏ROM运行包括自制的游戏或者商业游戏。本模拟器是第一款可以运行商业ROM的任天堂DS模拟器。
该软件曾在推出新版本后提供历史版本的免费下载，如2.7a以后的版本都必须支付2.50美元才能下载（2.7b必须付費，2.7a可以免费下载）。自2.7c版本開始,最新版也提供免費下載。No$gba不止能模拟任天堂DS，还能模拟Game Boy Advance的游戏，但GBA的運行效率反而不如NDS。

## 历史
Martin Korth最初于1997年在DOS上制作了称为NO$GMB的Game Boy模拟器。当1998年Game Boy Color发行后，本模拟器又升级可以运行GBC游戏。当任天堂于2004年发行任天堂DS后，研发在NO$GBA上运行DS游戏的计划开始。2005年5月17日，2.1版本开始支持运行任天堂DS游戏。

## 外部連結
- NO$GBA官方網站（页面存档备份，存于）